# Cerro de la Palma
Cerro de la Palma är en ort i Mexiko.   Den ligger i kommunen Mecayapan och delstaten Veracruz, i den sydöstra delen av landet, 500 km öster om huvudstaden Mexico City. Cerro de la Palma ligger 168 meter över havet och antalet invånare är 714.
Terrängen runt Cerro de la Palma är platt söderut, men norrut är den kuperad. Runt Cerro de la Palma är det ganska glesbefolkat, med 42 invånare per kvadratkilometer. Närmaste större samhälle är Huazuntlán, 4,6 km öster om Cerro de la Palma. Omgivningarna runt Cerro de la Palma är en mosaik av jordbruksmark och naturlig växtlighet.